# 五国联防
五国联防（英語：Five Power Defence Arrangements，縮寫：FPDA）是英国、澳大利亚、纽西兰、马来西亚和新加坡五個英聯邦成員國在1971年签订的多方协议，主要商讨当马来西亚或新加坡遭受袭击时，协议国采取的反应和所能给予的军事援助。同时它也是马新联合空防系统（Integrated Air Defence System）的一部份，是西太平洋地区的军事安全组织。

## 作用
联防军事演习由澳大利亚空军少将负责指挥，指挥基地设于马来西亚皇家空军北海基地。北海空军基地原先由澳大利亚皇家空军所控制，直到1988年控制权才转移到马来西亚皇家空军的手中，不过基地内的飞行器和工作人员是来自五个不同的国家。
前澳大利亚国防部长约翰·摩尔曾表示五国联防作为一个多边安全组织，而占有一个特殊的地位，它为协议国带来战略上的优势，同时也扩大了澳大利亚在亚太地区的视野。

## 历史
1948年澳大利亚、纽西兰、英属马来亚签订了《澳纽马防务安排》（ANZAM）。1957年马来亚独立以及1963马来西亚成立之后，英马防务合作范围扩大到整个马来西亚，《英国马来亚外部防御和相互援助协定》以条约形式取代了《澳新马安排》。1967年6月英国工党政府称英国在东南亚的支出大于收益，且英国财政压力很大，要1975年达成财政节省的目的，必须消除在亚洲的永久防务设施才能做到；在英内阁决议上，只有首相等四人反对完全撤离，其余人连修改的政策都表示反对。1967年7月18日，英国工党政府威尔逊首相和国防大臣丹尼士·希利正式宣布，在七十年代中期前从苏伊士运河以东的亚洲撤军。1967年11月，英军从亚丁撤走。1968年1月16日，英国的新版国防白皮书发布，将撤军时间提前到1971年12月31日，英国将从新加坡、马来西亚、马耳他和利比亚等广泛地区撤出驻军，其中苏伊士运河以东的新加坡和马来西亚是重点。但香港不在当时的撤军名单里。这导致《英马防务协定》1971年11月1日期满后将被终止。
1969年，美国总统理查德·尼克松也抛出尼克松主义与“关岛主义”，在东亚尤其是东南亚进行重大战略调整，美国承担条约义务但鼓励亚洲盟友承担各自国内安全和军事防务的责任，美国避免卷入东南亚其他国家的越南式战争。美英的战略调整使原来在安全上依赖美英的马来西亚、新加坡感到恐慌。此时，新加坡尚没有海军、空军，只有2个步兵营2000人，其中70%士兵，以及军官都是马来族。
1970年6月，英国保守党政府上台后，向东南亚反共国家保证，英国将在远东保持“适度军事存在”，以安抚新加坡、马来西亚对英军撤出的担心。1971年4月16日，英国、澳大利亚、纽西兰、马来西亚和新加坡在伦敦签署五国联防协议，这份协议的主要目的是想让新加坡和马来西亚两国消除安全担忧，但英国并没有做出军事干预的承诺。
1971年10月31日，英军远东司令部撤销，大部分英军部队撤离新加坡。1971年11月1日，“五国防务安排”正式生效。一个月后，新、马两国分别与英澳纽三国签订《双边部队地位协定》，构成五国联防的条约集。澳大利亚在马来西亚和新加坡驻有地面部队1000余人，空军战斗机两个中队。
1975年，英国国防大臣罗伊·梅森发布国防政策评估，这份评估表明英军今后的关注焦点更加转向欧洲，以应对苏联威胁为主，为此需要进一步从远东和西印度群岛撤军。澳、纽陆续从新加坡撤军，联合部队司令部于1976年4月宣布解散。1976年，留在新加坡的最后一批英国陆军和海军小分队也全部撤离。
1981年，五国首次组织了陆上与海上年度演习；“五国防务安排”开始定期召开年会。1988年，马来西亚皇家空军北海基地的控制权由澳大利亚皇家空军移交给马来西亚皇家空军，但仍然由澳空军少将担任司令官，并驻扎五国的作战飞机、人员、保障设施。从1997年开始，海空联合演习。从2001年开始，联合空防系统（IADS）设立司令部，人员来自五国的陆海空军，由年度海空演习协调，并与地面空防武器深度集成。五国联防的国防秘书年度会议（annual FPDA Defence Chiefs' Conference，FDCC）在马来西亚或新加坡召开。自2002年以来，国防秘书非正式会议与国际战略研究所在新加坡举行的香格里拉对话会议同期举行。每三年召开五国联防的防长会议(FDMM)。
1998年10月27日，时任马来西亚首相马哈迪·莫哈末在一项记者会上针对马来西亚暂时不参与五国联防活动问题作出评论时说马来西亚依然支持五国联防条约安排。他说，至今他不知晓马来西亚曾有任何计划，要重新检讨此联防条约事宜。基于马来西亚面对的经济问题，国防部已宣布暂时不要参与五国联防条约在1998年内举行的活动，直到1998年杪为止。
澳大利亚国防部长约翰·摩尔说五国联防是亚洲乃至亚太和平的根基与柱石。